# عاصم علام
عاصم علام هو رجل أعمال مصري-بريطاني امتلك نادي كرة القدم هال سيتي.

## النشأة
ولد عاصم علام في قرية السد مركز قليوب مصر سنة 1940 وهاجر إلى المملكة المتحدة في 1968 هربا من حكم جمال عبد الناصر. درس الاقتصاد في جامعة هال قبل عمله محاسبا في تيمبست ديزل. في 1981، استعمل قرضا لشراء الشركة التي يعمل فيها تدريجيا وسماها علاّم مارين وقادها إلى النجاح العالمي.

## الجوائز
- ضمن قائمة صنداي تايمز للأثرياء 2010 رفقة ابنه
- رائد أعمال العام في المملكة المتحدة حسب إرنست و يونغ، 2006

## وصلات خارجية
- الموقع الرسمي لعلام مارين